# Jamaikanische Badmintonmeisterschaft 2002
Die Jamaikanische Badmintonmeisterschaft 2002 fand vom 26. bis zum 27. Oktober 2002 im Constant Spring Golf and Country Club in Kingston statt. Es war die 55. Austragung der nationalen Titelkämpfe im Badminton von Jamaika.

## Sieger und Finalisten
| Disziplin    | Gold                            | Silber                              |
| ------------ | ------------------------------- | ----------------------------------- |
| Herreneinzel | Bradley Graham                  | Albert Myles                        |
| Dameneinzel  | Nigella Saunders                | Shaunekka Phillips                  |
| Herrendoppel | Bradley Graham Albert Myles     | Kingsley Ford Alex Haddad           |
| Damendoppel  | Nigella Saunders Terry Walker   | Antoinette Hawthorn Kristal Karjohn |
| Mixed        | Bradley Graham Nigella Saunders | Alex Haddad Terry Walker            |